# Reuzenreiger
De reuzenreiger of goliathreiger (Ardea goliath) is een vogel uit de familie van de reigers.

## Kenmerken
Met een lengte van 120 tot 152 cm en een spanwijdte van 185 tot 230 cm is de reuzenreiger 's werelds grootste reiger. Volwassen exemplaren wegen zo'n 4 tot 5 kg. Tijdens de vlucht heeft hij een traag en nogal log uiterlijk en, in tegenstelling tot sommige andere reigers, worden de poten niet horizontaal gehouden.
Het lijf is leigrijs, de kop met borstelige kuif, het "gezicht", de nek en de zijkanten van de hals zijn kastanjerood. De kin, de keel, de hals en de borst zijn wit, met zwarte strepen over de hals en de borst. De buik is bruingeel met zwarte strepen. De bovenkant van de snavel is zwart, aan de snavel is de kop geel met een groene tint. De ogen zijn geel en de poten en tenen zijn zwart. Vrouwtjes en mannetjes zijn eender. Onvolwassen vogels zijn meer egaal bruin en missen de zwarte tekening op de hals.

## Verspreiding
De reuzenreiger komt voor in heel Afrika ten zuiden van de Sahara. Het is geen trekvogel, maar deze reiger komt als dwaalgast ook voor in moerasgebieden in het Midden-Oosten en Zuid-Azië.
Het is geen uitgesproken kolonievogel, hoewel broedende reuzenreigers soms voorkomen in gemengde kolonies met andere watervogels. Meestal broedt de vogel als afzonderlijk paar en met slechts een paar soortgenoten in de buurt. Zij doen dit op afgelegen eilandjes in moerasgebieden. Het is een schuwe vogel. Het leefgebied is mangrovebos, kreken, lagunes, moerassen langs rivieren en plassen in bossavannegebieden.

## Voedsel
De reuzenreiger foerageert voornamelijk op relatief grote vissen van 15-50 cm, verder kikkers, kleine zoogdieren en grote insecten. Hij jaagt in ondiep water of op drijvende vegetatie.

## Status
De reuzenreiger heeft een groot verspreidingsgebied en daardoor is de kans op de status kwetsbaar (voor uitsterven) gering. De grootte van de populatie wordt geschat op 10-100 duizend individuen. Men veronderstelt dan de populatie stabiel in aantal is. Om deze redenen staat deze reiger als niet bedreigd op de Rode Lijst van de IUCN.